# Diplocentrus williamsi
Espèce
Diplocentrus williamsi est une espèce de scorpions de la famille des Diplocentridae.

## Distribution
Cette espèce est endémique du Sonora au Mexique. Elle se rencontre vers Navojoa, Guaymas et Alamos.

## Description
Le mâle holotype mesure 41,79 mm et la femelle paratype 42,83 mm.

## Étymologie
Cette espèce est nommée en l'honneur de Stanley C. Williams.

## Publication originale
- Sissom & Wheeler, 1995 : Scorpions of the genus Diplocentrus (Diplocentridae) from Sonora, Mexico, with description of a new species. Insecta Mundi, vol. 9, no 3/4, p. 309-316 (texte intégral).